# Военное бюро при МК РСДРП(б)
Военное бюро при МК РСДРП(б) — контора, занимавшаяся руководством партийной работой в частях московского гарнизона.

## Описание
Цели создания бюро: управление в отделах московского гарнизона, в котором состояло 100 000 человек, партийной работой, создание большевистских ячеек, прокладывание соединений с частями МВО и Западного фронта.
Руководство размещалось в гостинице «Дрезден», на границе Скобелевской площади (сейчас Тверская площадь) и Тверской улицы. Затем в Капцовском училище, адрес: Леонтьевский переулок, дом 19.

## История
Военное бюро при МК РСДРП(б) сформировано в марте 1917 года.
Учредитель-глава бюро — О. А. Баренцева. В нём состояли: А. Я. Аросев, Варенцова (секретарь), Г. З. Коган, Ф. О. Крюков, С. А. Лопашев, М. Ф. Шкирятов. Московская военная организация РСДРП(б) постепенно крепла и в бюро входили новые люди: С. Я. Будзыньский, В. Н. Васильевский, Я. Л. Давидовский, С. О. Крюков, Н. И. Смирнов, И. Р. Стефашкин, И. Н. Чиненов, Е. М. Ярославский.
Бюро посылало в деревни бойцов, которые занимались агитационно-массовой работой среди жителей. Военное бюро пыталось укрепить солдат и рабочих классов, тем самым благоприятствовало созданию отрядов Красной Гвардии.
В части МВО и Западного фронта отправляли агитаторов, организовывали митинги, собрания, лекции, передавали людям большевистскую литературу. Этими действиями бюро уменьшало авторитет эсеров и меньшевиков и, соответственно, увеличивало влияние большевиков.
Вначале в организации было десяток солдат, уже через месяц их количество возросло до 200, через три — до 2 тысяч, а в ноябре 1917 года в бюро было 5 тысяч солдат-большевиков.
24 сентября (7 октября) 1917 года на выборах в Думу 84 % солдат проголосовали за большевиков. С 4 октября (17 октября) 1917 года по 24 марта 1918 года печаталась газета «Деревенская правда». 26 октября (8 ноября) 1917 года бюро создало конференцию, где 116 проголосовало за МВРК, а 18 — против. Во время революции гарнизон поддерживал большевиков.
В июне 1918 года Военное бюро при МК РСДРП(б) расформировано.